# Arouca Film Festival
O Arouca Film Festival - Festival Internacional de Cinema de Arouca, teve o seu início a 28 de Fevereiro de 2003, na Vila de Arouca.
O evento surgiu pela mão da Associação Académica de Arouca, na sequência de uma atividade denominada "Noites de Cinema ao Ar Livre", realizada em parceria com a Câmara Municipal de Arouca, em 2002. No ano seguinte (2003), esta Associação decide realizar um festival com um caráter mais alternativo e que fosse capaz de alcançar outros públicos, criando assim o Festival de Cinema de Arouca, que contou com o apoio da Escola Superior Artística do Porto e da Associação Sport Rossas e Malta.
Na primeira edição foi constituída uma comissão organizadora que incluía os membros da direção da referida associação, de entre os quais o então estudante de cinema na ESAP e vice-presidente da Associação Académica, João Rita, que é, atualmente, o Director do Arouca Festival Festival.
No arranque deste festival arouquense foram projectadas seis obras em suporte digital e quatro obras em suporte cinematográfico, em película Super 8mm.
O 1º Festival de Cinema de Arouca contou, na sua abertura, com a projeção do filme “Percursos”, seguido dos filmes, “Foz do Gigante”, “O Caminho da Dor”, "Na Estrada Mais Velha do Mundo”, “Aldeia da Luz”, “Soajo”, “A Mulher”, “Abluere Tenebras”, “Verim” e “Borboletas”.
O realce deste evento inédito por terras de Arouca, vai inteiramente para toda a comunidade arouquense que, com a sua motivante presença, soube acolher e acarinhar um evento pioneiro em toda esta região.
Em 2004, o 2º Festival de Cinema de Arouca, teve a particularidade de, após a recepção e seleção das obras, estas terem sido inseridas, pela primeira vez, em categorias competitivas, tendo estado a concurso quinze vídeos distribuídos pelas categorias de Documentário, Animação, Ficção, Experimental, e Videoclipe, no qual se destacou a presença de uma ficção de nacionalidade iraniana.
No dia 10 de Fevereiro de 2009, foi fundado o Cine Clube de Arouca, entidade que, até à presente data, organiza o Festival Internacional de Cinema de Arouca.
Atualmente, o Arouca Film Festival – Festival Internacional de Cinema de Arouca, é um dos eventos mais importantes da região e um festival de referência no panorama cinematográfico atual. Considerado um evento único, um projeto criativo, dinâmico e inovador que aposta na descentralização da cultura e cujo impacto ultrapassou, já há muito, as fronteiras da região em que se insere, demonstrando o seu forte caráter internacional. 
Estimular da produção cinematográfica, apoiar e promover obras recentes e de qualidade reconhecida no circuito mundial independente, atrair e formar públicos, lançar e apoiar jovens cineastas, consagrar grandes nomes da cinematografia, favorecer e potenciar a troca de experiências e de conhecimentos entre os amantes do cinema e promover e preservar o património natural e cultural de Arouca são apenas alguns dos objetivos deste evento.
O Arouca Film Festival realiza-se na vila de Arouca, na segunda semana do mês de Setembro de cada ano, sendo que as inscrições das obras nacionais e internacionais abrem durante o mês de Março e decorrem até ao mês de Maio.